# Birkirkara
Birkirkara är en ort och kommun i republiken Malta. Den ligger på huvudön Malta cirka 5 kilometer väster om huvudstaden Valletta. Det är befolkningsmässigt den näst största kommunen i Malta.
En betydande byggnad i orten är kyrkan St. Helenas. Varje år den 18 augusti hedras helgonet Sankta Helena med en fest. Fotbollslaget Birkirkara FC spelar i Maltas högsta liga och har hittills blivit mästare vid två tillfällen.